# Religieuze School van Ferdows

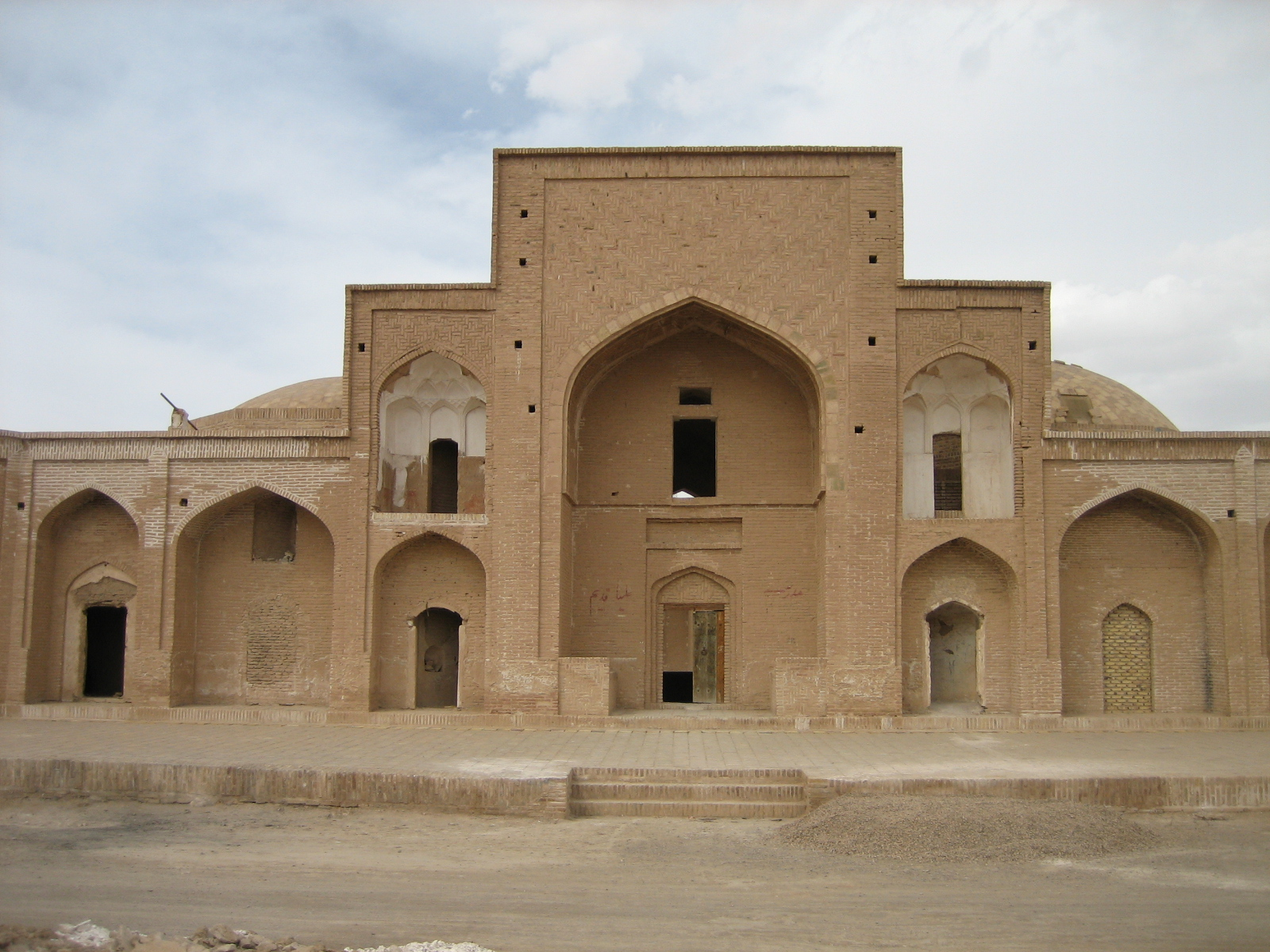
De Religieuze School van Ferdows

Religieuze School van Ferdows is een historische madrassa met een achthoekige ontwerp, gelegen in het zuidwesten van de stad Ferdows, in het midden van de oude stad Toon, in de provincie Zuid-Khorasan, (Iran).
De school werd gebouwd in de Safavidenperiode met de inspanning van Mir Ali Beyk. De school heeft een bibliotheek, twee portieken in de oost- en westzijde, een moskee, binnenhof en enkele privéruimtes in de zijkanten van het gebouw. De school heeft ook vier terrassen die zijn gelegen aan de ingang, zowel aan de zuid- en de noordkant. Het dak boven de bibliotheek en de moskee is koepelvormig en het binnenhof van de school is achthoekig.